# Svostrup Kro
Svostrup Kro er en aktiv kro, der ligger ved Trækstien, der går langs Gudenåen mellem Silkeborg og Randers. Kroen blev kongelig privilegeret landevejskro i 1834 og har siden fungeret som kro.
Siden 1981 er kroen blevet drevet Niels Løgager, der i januar 2016 gjorde svigersønnen Dragan Sljivic til partner og daglig leder af kroen og køkkenet. I 2019 er hele kroen ejet af Dragan Sljivic og Kathrine Leth Nielsen. Efter flere oversvømmelser anlagde kroen en jordvold i 2023 som holder åen ude.
Cirka 200 m nordvest for kroen findes Svostrup Kirke.